# Hermann Andersen
Hermann/Herman Andersen var en dansk atlet medlem i Københavns IF.

## Danske mesterskaber
- Bronze 1919 Højdespring 1,75

## Personlige rekord
- Højdedespring: 1,75 Østerbro Stadion 17. august 1919
- 110 meter hæk: 18,2 (1920)
- 1000 meter: 2.45.6 (1916)